# Claudio Biaggio
Claudio Biaggio (Santa Rosa, Argentina, 2 de juliol de 1967) és un exfutbolista argentí que el 1995 jugà un partit amb la selecció de l'Argentina.